# Kärntner Institut für Seenforschung
Das Kärntner Institut für Seenforschung (KIS) mit Sitz in Klagenfurt ist ein österreichischer Verein für angewandte Forschung sowie Öffentlichkeitsarbeit im Bereich Gewässerökologie. Schwerpunkt bilden die Gewässer Kärntens, insbesondere die Kärntner Seen.

## Geschichte
Der Verein sieht seine Arbeit in der Tradition Ingo Findeneggs, der die Kärntner Seen ab den 1930er Jahren zu seinem Forschungsthema machte. Als naturwissenschaftlicher Kustos am Landesmuseum Kärnten initiierte Findenegg in den 1970er Jahren die Einrichtung eines limnologischen Labors, aus dem 1975 das Institut für Seenforschung entstand, das zunächst eine Einrichtung der Kärntner Landesregierung war. Im selben Jahr wurde der erste Kärntner Seenbericht veröffentlicht. Das KIS wandte sich mit der Zeit immer deutlicher ökologischen Fragestellungen zu. Daher wurde es, als 1985 in der Landesregierung die Abteilung Umweltschutz eingerichtet wurde, dieser eingegliedert. 1997 wurde das KIS in einen Verein überführt. Als Gründungsmitglieder traten das Land Kärnten sowie der Kärntner Naturwissenschaftliche Verein auf. Auch als Verein blieb das KIS in Räumlichkeiten des Landes untergebracht. 2005 war man mit Alplakes zum ersten Mal an einem Interreg-III-B-Projekt beteiligt.